# Wat Chai Watthanaram

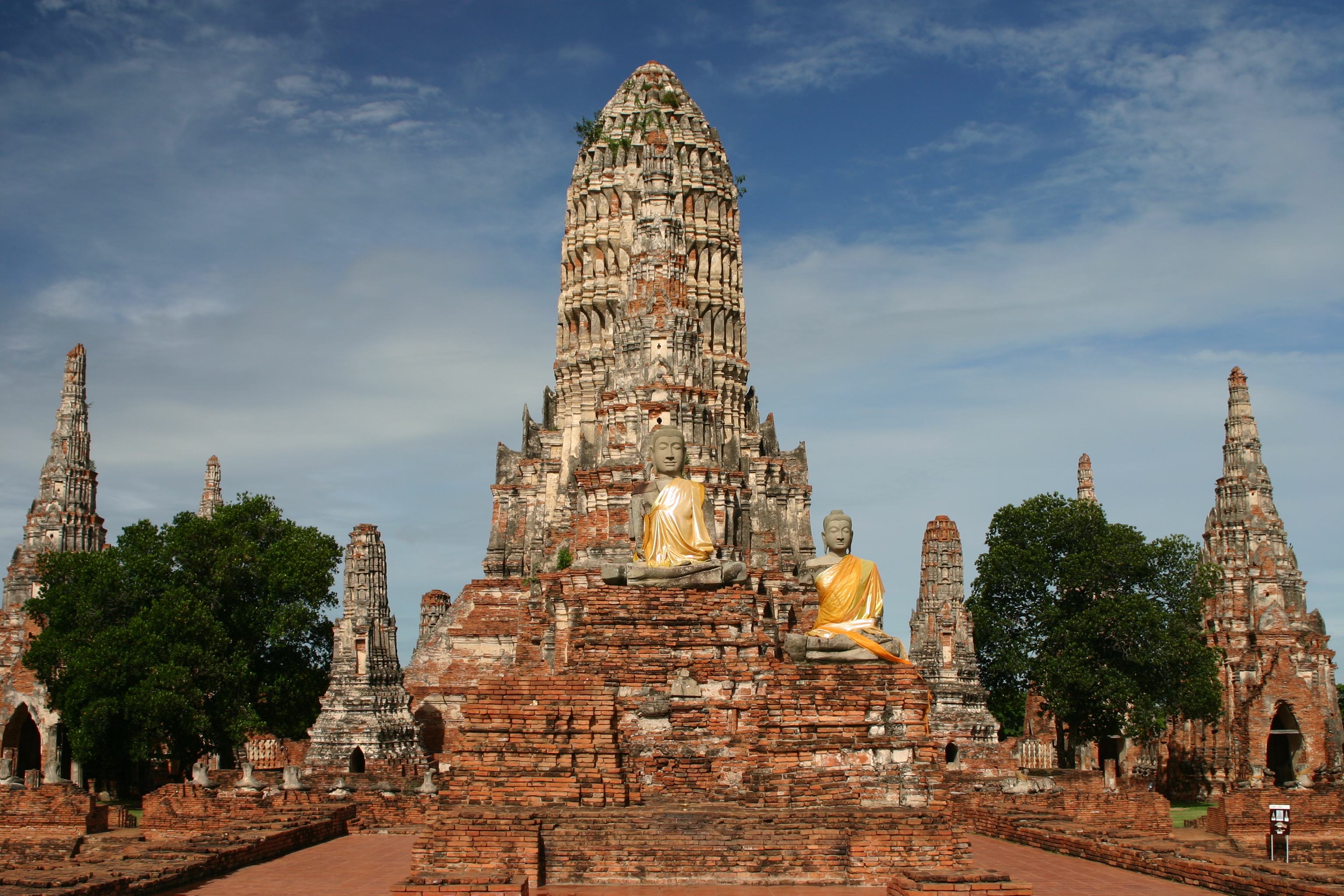
Wat Chai Watthanaram: Blick durch den Ubosoth auf den Haupt-Prang (im Hintergrund)

Der Wat Chai Watthanaram (Thai วัดไชยวัฒนาราม) ist eine buddhistische Tempelanlage (Wat) im Geschichtspark Ayutthaya, Zentralthailand.

## Lage
Der Wat Chai Watthanaram liegt auf dem Westufer des Mae Nam Chao Phraya (Chao-Phraya-Fluss), südwestlich der Altstadt von Ayutthaya. Es handelt sich um eine große Anlage, die zum Weltkulturerbe der UNESCO gehört. Man kann sie über die breite Straße 3263 erreichen. Es befindet sich auch eine nahe gelegene Bootsanlegestelle hier.

## Baugeschichte
Der Tempel wurde von König Prasat Thong 1630 als erster Tempel seiner Regierungszeit auf dem Gelände der Residenz seiner Mutter errichtet. Er zeigt einen zentralen, 35 m hohen Prang im Khmer-Stil (Thai: พระปรางด์ประธาน) mit vier kleineren Prangs, die zusammen auf einer quadratischen Plattform stehen. Etwa auf halber Höhe befindet sich an den vier Seiten des Hauptprang Blindeingänge, zu denen steile Treppen emporführen.
Die zentrale Plattform ist von acht Kapellen in Form von Chedis umgeben (Thai: เมรุทิศ เมรุราย - Meru Thit Meru Rai), die durch einen quadratischen Kreuzgang (Phra Rabieng) verbunden sind. Der Kreuzgang hatte mehrere seitliche Eingänge und war ursprünglich überdacht und nach innen offen, heute stehen nur noch die Fundamente der Säulen und die Umfassungsmauer. Entlang der Mauer befanden sich 120 sitzende Buddha-Statuen, die wahrscheinlich mit Schwarzgoldlack-Verzierungen versehen waren.
Die acht Chedi-ähnlichen Kapellen sind in einer einzigartigen Form ausgeführt, so könnten die königlichen Verbrennungstürme (Meru) der Ayutthaya-Zeit ausgesehen haben. Sie hatten an den Innenwänden Malereien, die Außenwände waren mit 12 Stuck-Reliefs mit Szenen aus dem Leben des Buddha (Jataka) verziert, die im Uhrzeigersinn „gelesen“ werden mussten. Die Malereien und die Reliefs sind nur noch bruchstückhaft erhalten. In den vier Eck-Chedis befanden sich jeweils zwei, in den vier mittleren Chedis jeweils eine große, sitzende Buddha-Statue in „königlichem Ornat“, wohl ebenfalls mit Schwarzgoldlack-Malerei versehen. Die Kassettendecke über diesen Statuen war aus Holz und mit goldenen Sternen auf schwarzem Lack dekoriert.
Außerhalb des Kreuzgangs befand sich nach Osten zum Fluss hin ausgerichtet die Ordinationshalle (Phra Ubosot) des Tempels. Nördlich und südlich des Ubosot standen zwei Chedis mit „12 eingerückten Ecken“ (Thai: เจดีย์อมุมสิบสอง), in denen sich wahrscheinlich die Asche der Mutter von König Prasat Thong befindet. Das gesamte Ensemble ist von einer dreifachen Ziegelmauer eingefasst.
Nach der totalen Zerstörung der Alten Hauptstadt (Thai: กรุงเก่า - Krung Kao) 1767 durch die Burmesen, von der auch dieser Tempel nicht verschont geblieben war, wurde Wat Chai Watthanaram aufgegeben. Plünderung, Verkauf von Ziegelsteinen aus den Ruinen und die Enthauptung von Buddha-Statuen war allgemeine Praxis. Erst 1987 wurde vom thailändischen Fine Arts Department eine Restaurierung unternommen. Im Jahr 1992 konnte der renovierte Tempel der Öffentlichkeit übergeben werden.

## Nutzung
Wat Chai Watthanaram war ein königlicher Tempel. Hier wurden vom König und seinen Nachkommen vielfach religiöse Zeremonien ausgeführt, so dass in der Zeit des Königreiches Ayutthaya mehrere Renovierungen vorgenommen wurden. Hier fand auch die Kremation verstorbener Prinzen und Prinzessinnen statt, zum Beispiel wurde hier von König Boromakot die Leiche seines Sohnes Chaofa Thammathibet (เจาฟาธรรมธิเบศร) sowie seiner ersten Konkubine eingeäschert (siehe dazu: Thailändische Literatur).

## Symbolik
Der Grundriss des Wat Chai Watthanaram spiegelt das buddhistische Weltbild wider, wie es bereits im 14. Jahrhundert im Traiphum Phra Ruang, den „Drei Welten von König Ruang“ niedergeschrieben wurde:
Der in der Mitte stehende, große „Prang Prathan“ symbolisiert dabei den Berg Meru (Thai: เขาพระสุเมรุ - Khao Phra Sumen), der die zentrale Achse der traditionellen Welt (Kamaphum - กามภูมิ) darstellt. Um ihn herum liegen die vier Kontinente (die vier kleineren Prangs), welche in den vier Himmelsrichtungen im Weltenmeer (นทีสีทันดร) schwimmen. Auf einem der Kontinente, der Chomphutawip (ชมพูทวีป) genannt wird, leben die Menschen. Der quadratische Kreuzgang schließlich ist die äußere Begrenzung der Welt durch die „Eisenberge“ (กำแพงจักรวาล).

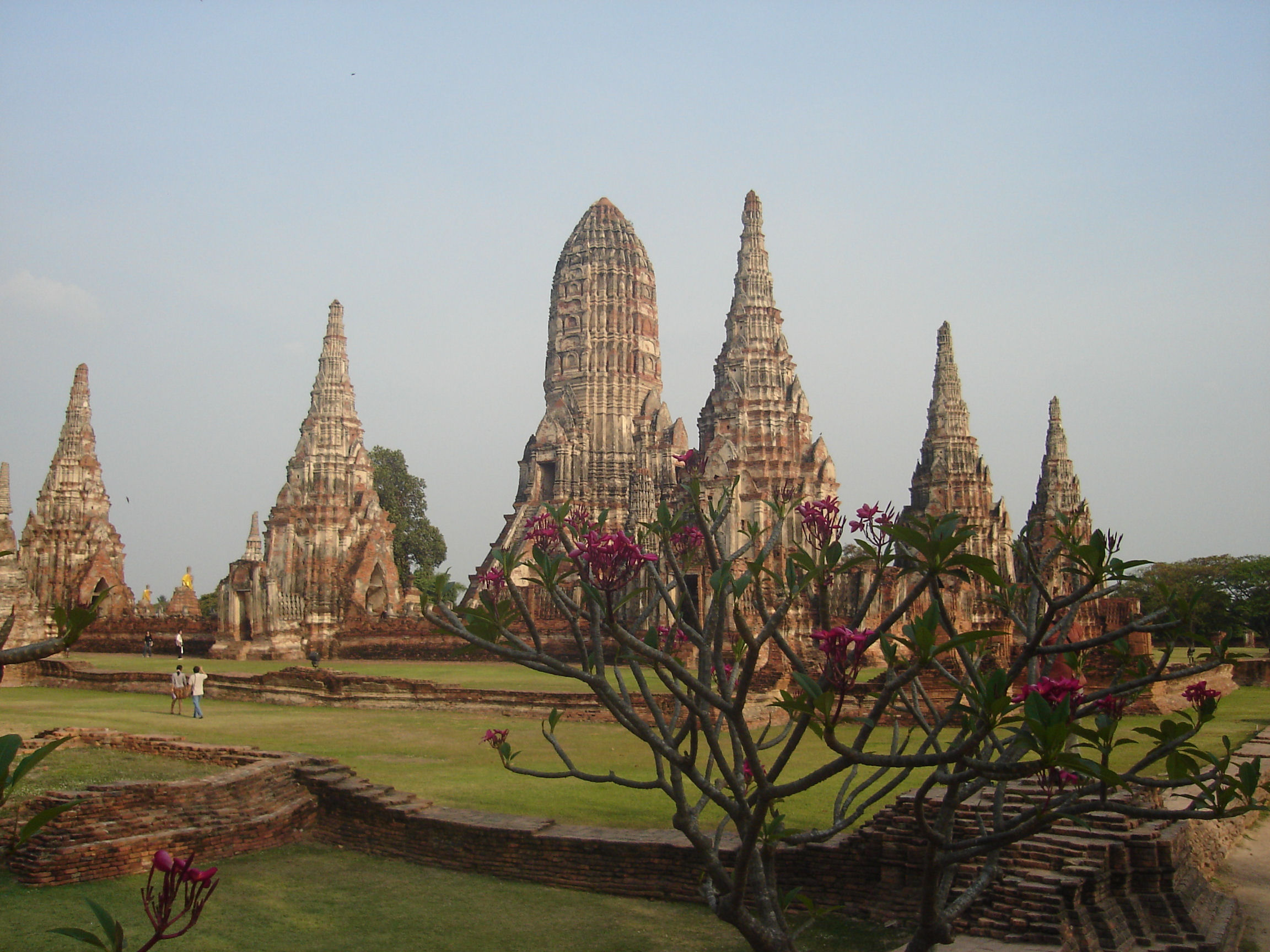
Der Wat Chai Watthanaram in Ayutthaya
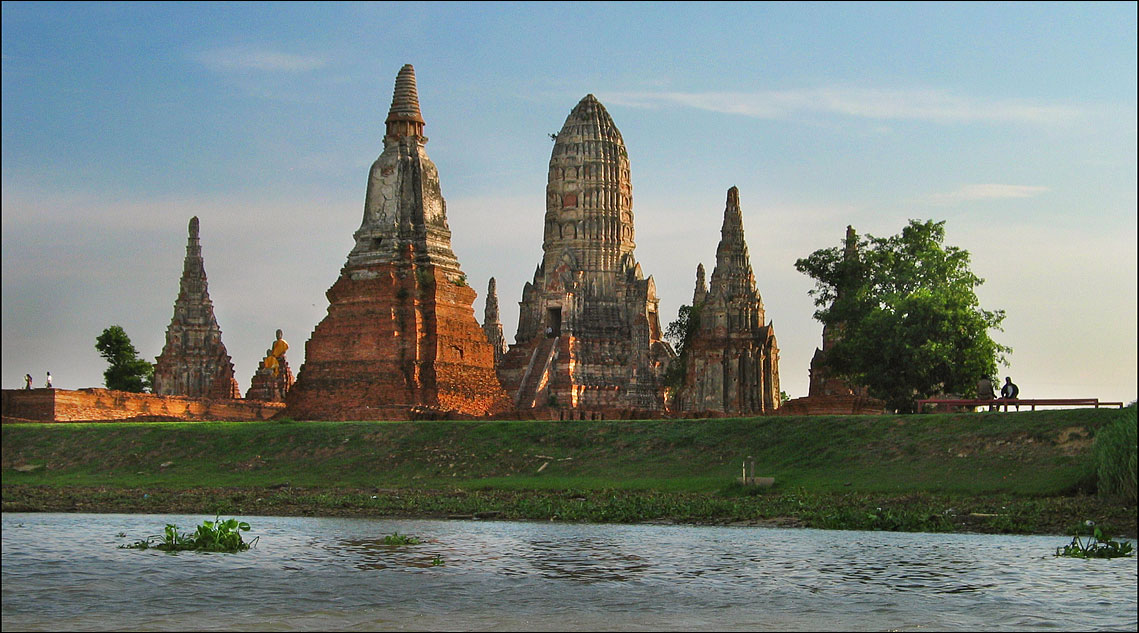
Wat Chai Watthanaram vom Fluss aus gesehen
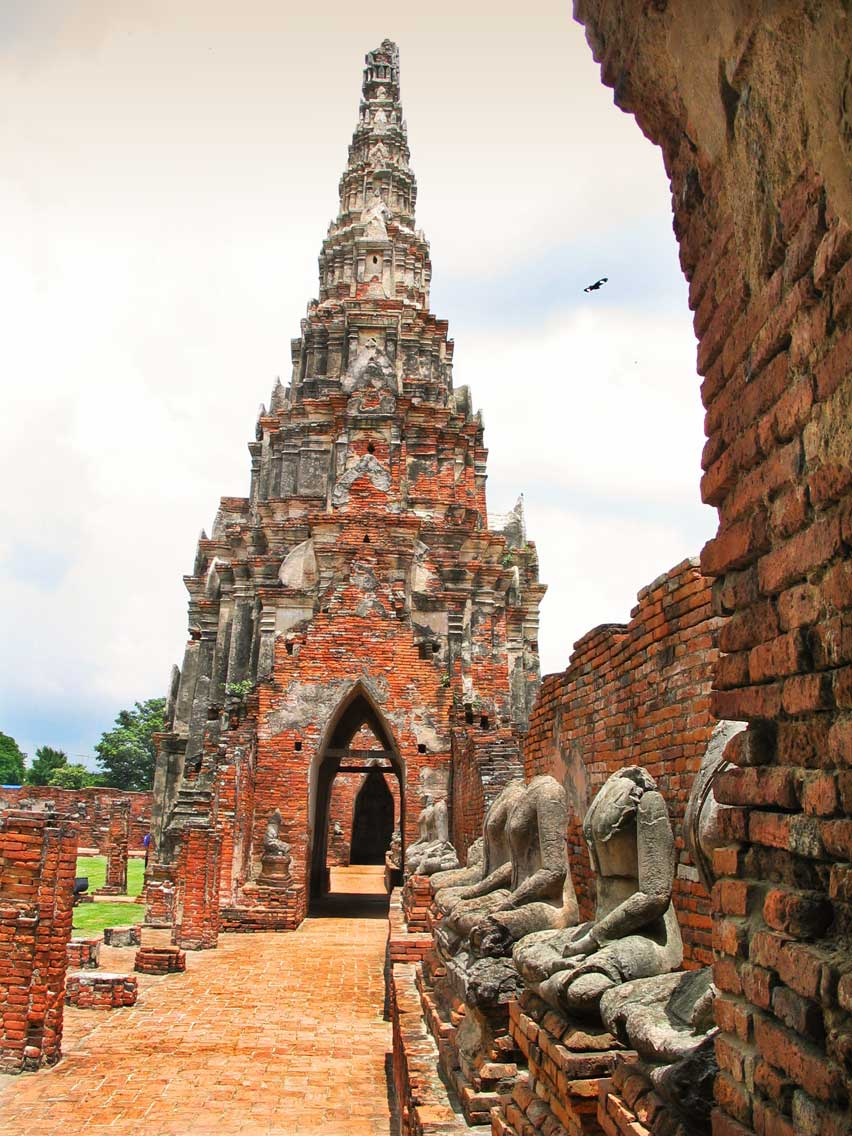
Blick entlang des Phra Rabieng mit einem „Meru Rai“
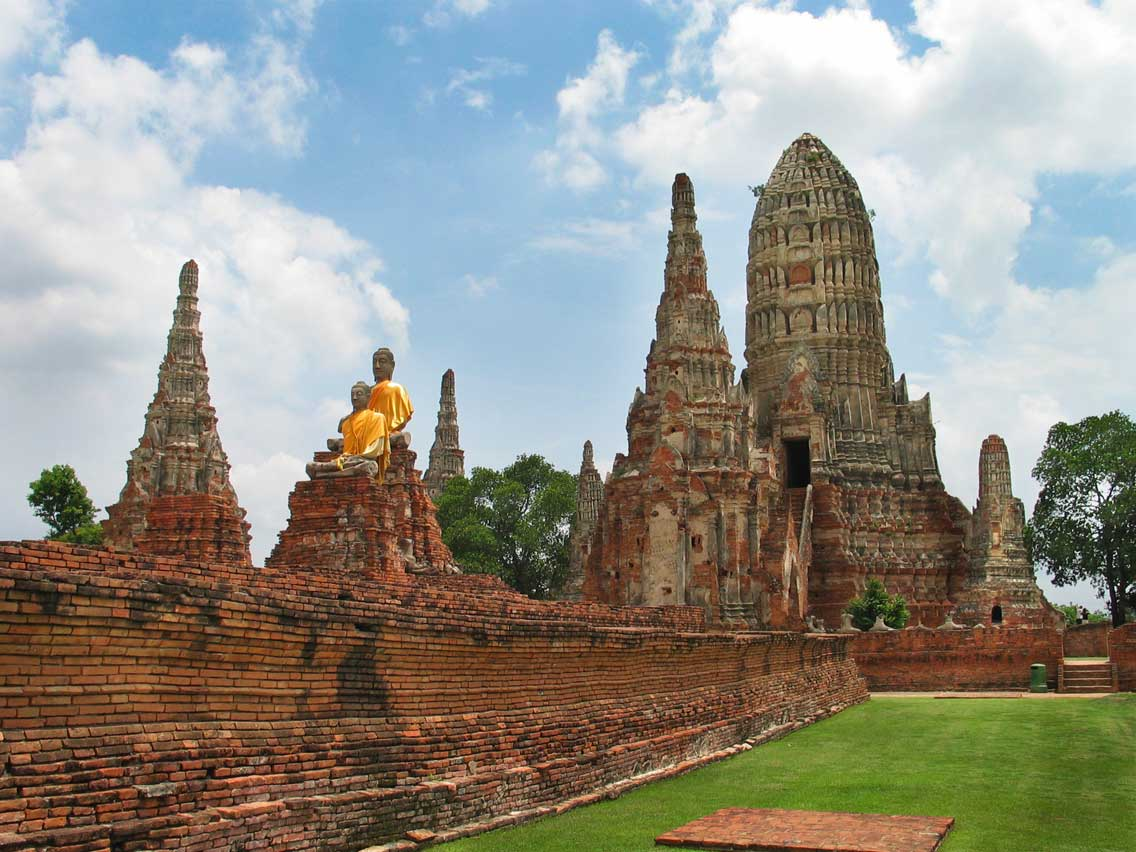
Ubosot (vorn) und Haupt-Prang (im Hintergrund)